# Lycaena tseng
Lycaena tseng är en fjärilsart som beskrevs av Charles Oberthür 1886. Lycaena tseng ingår i släktet Lycaena och familjen juvelvingar. Inga underarter finns listade i Catalogue of Life.